# 2009年3月逝世人物列表
2009年逝世人物列表：1月 - 2月 - 3月 - 4月 - 5月 - 6月 - 7月 - 8月 - 9月 - 10月 - 11月 - 12月
2009年3月逝世人物列表，是用于汇总2009年3月期间逝世人物的列表。

## 依日期排序

### 31日
- 李文龙，68岁，前中国足球运动员，心力衰竭。[1]
- 洪成南，79岁，前朝鲜总理，心肌梗塞。[2]
- 劳尔·阿方辛，82岁，阿根廷律师、政治家，肺癌。[3]

### 28日
- 珍妮特·罗森堡·贾根，88岁，圭亚那前总统，腹动脉瘤。[4]
- 莫里斯·贾尔，84岁，电影配乐作曲家，癌症。[5]

### 26日
- 江涛，80岁，华裔天文学家。[6]
- 艾德·厄尔，81岁，美国篮球运动员。[7]

### 25日
- 曹又方，67岁，台湾女作家，心肌梗死。[8]
- 远藤幸雄，72岁，日本体操运动员，食道癌。[9]

### 20日
- 伊藤计划，34岁，日本科幻作家，肺癌。[10]
- 阿卜杜勒-拉蒂夫·菲拉利，81岁，摩洛哥前首相，心脏病。[11]

### 18日
- 娜塔莎·理查德森，45岁，英国舞台剧与电视演员，意外身亡。[12]

### 17日
- 叶由根，97岁，匈牙利裔天主教耶稣会神父。[13]
- 顾金池，77岁，前四川副省长、中共第十三届、十四届中央委员。[14]

### 16日
- 林耀基，72岁，中国当代音乐家、小提琴家、小提琴教育家。[15]

### 14日
- 真岛满秀，63岁，日本摄影家。[16]
- 李钰，35岁，中国大陆女演员，淋巴癌。[17]

### 13日
- 吴传钧，90岁，中国人文地理与经济地理学家。[18]

### 11日
- 格兰迪·刘易斯，91岁，美国篮球运动员。[19]

### 10日
- 雷加，94岁，中国现代作家。[20]

### 7日
- 釋懺雲，95岁，台湾法师。[21]
- 张紫妍，29岁，韩国女演员，上吊自杀。[22]

### 6日
- 凌宏璋（Hung-Chang Lin），91歲，中華民國中央研究院第23屆（數理科學組）院士，專長為半導體積體電路。[23]

### 3日
- 悉尼·厄尔·卓别林，82岁，美国电影演员，中风。[24]

### 2日
- 王聪松，65岁，台湾政治人物，肝癌。